# L'Idea Nazionale
L'Idea Nazionale fu un periodico italiano fondato a Roma nel 1911. Fu pubblicato fino al dicembre 1925.

## Storia
Nato come settimanale vicino alle posizioni dell'Associazione Nazionalista Italiana, venne fondato da Enrico Corradini con Luigi Federzoni, Roberto Forges Davanzati, Francesco Coppola e Maurizio Maraviglia. Come data d'inizio delle pubblicazioni fu scelto il 1º marzo, anniversario della battaglia di Adua (1896). Nel 1911 l'Associazione sostenne l'intervento italiano contro l'Impero ottomano in Libia e nelle isole dell'Egeo; il giornale intraprese una campagna di stampa a favore dell'entrata in guerra. 
Per i primi tre anni L'Idea Nazionale ebbe periodicità settimanale. Nel 1914 si decise di trasformarlo in quotidiano. A tale fine, il giornale cercò finanziamenti presso gli industriali di orientamento nazionalista e protezionista. Il 14 maggio 1914 si costituì la nuova società editrice, «L'Italiana» (capitale sociale di 700.000 lire suddivise in 140 quote). A condurre le trattative fu un industriale vicino all'Associazione Nazionalista: Dante Ferraris, industriale metallurgico e vicepresidente della Fiat. Le sovvenzioni provennero dai settori siderurgico, meccanico e zuccheriero: Max Bondi, Emilio Bruzzone (Società siderurgica di Savona e Società italiana per l'industria dello zucchero indigeno), Emanuele Vittorio Parodi, Ernesto Breda, Carlo Esterle (Edison). Dante Ferraris fu presidente del primo consiglio d'amministrazione, affiancato da un comitato politico presieduto da Pier Ludovico Occhini.
Dal 2 ottobre 1914 il giornale uscì con cadenza quotidiana. L'Idea Nazionale sostenne l'intervento italiano nella Prima guerra mondiale. Nel marzo del 1915, quando la campagna interventista si fece più accesa, il quotidiano pubblicò numerosi articoli che invitavano il governo a entrare senz'altro in guerra: nella campagna interventista si distinsero tutti i dirigenti dell'Associazione nazionalista, e in particolare Corradini, Rocco, Coppola. Il 20 ottobre 1915, a causa del rapporto sempre più stretto di Corradini con i fratelli Mario e Pio Perrone, proprietari dell'Ansaldo (tramite il loro cognato Pier Lorenzo Parisi, banchiere), Ferraris lasciò la società. Di fatto i fratelli Perrone divennero i principali finanziatori del giornale, pur senza poterlo controllare in maniera completa.
Nel 1918, quando l'Associazione Nazionalista firmò il Patto di Roma accettando l'emancipazione delle nazionalità dell'Impero asburgico, dirigenti come Francesco Coppola e alcuni intellettuali vicini all'associazione, come Piero Foscari, abbandonarono L'Idea Nazionale per protesta. Nel febbraio 1920 la società editrice venne messa in liquidazione; fu rilevata da Alfredo Rocco (dietro di lui c'erano ancora i fratelli Perrone, che da alcuni mesi non accettavano più la linea politica di Corradini e,  così, strinsero ancora di più il controllo sul quotidiano). Rocco divenne presidente e amministratore delegato della nuova società, denominata semplicemente «Società editrice de "L'Idea Nazionale"». Il giornale assunse Attilio Tamaro come nuovo redattore capo; Corradini e altri dirigenti lasciarono la testata. Nel 1922, quando l'Ansaldo fallì e i Perrone interruppero i finanziamenti, il giornale riuscì a sopravvivere grazie ai finanziamenti di altri industriali, ma Rocco lasciò la direzione, che tornò a Roberto Forges Davanzati. Nel giornale, inoltre, rientrò Corradini.
Dal 1924 uscì il supplemento illustrato L'Idea coloniale, rivista di 6-8 pagine diretta da Ferdinando Nobili Massuero, con Guido Cortese redattore responsabile.
Il 28 dicembre 1925 il quotidiano fu assorbito da La Tribuna. Da allora L'Idea nazionale apparve sotto la testata. Roberto Forges Davanzati passò allora a dirigere La Tribuna.

## Direttori
Settimanale
Quotidiano
- Roberto Forges Davanzati (1914-1915)
- Domenico Oliva (1915 - 28 aprile 1917)
- Comitato di direzione[9]
- Enrico Corradini (3 dicembre 1918 - 15 giugno 1920)
- Tomaso Monicelli (16 giugno 1920 - maggio 1921)
  - Maurizio Maraviglia, condirettore
- Alfredo Rocco, ad interim[10] (maggio 1921 - 3 febbraio 1922)
  - Maurizio Maraviglia, condirettore
- Comitato politico (componenti: Coppola, Federzoni, Forges Davanzati, Maraviglia e Rocco)[11] (4 febbraio 1922 - ? 1922)
- Roberto Forges Davanzati 2ª volta (1922 – 27 dicembre 1925), fino alla fusione con «La Tribuna».

## Firme
- Silvio D'Amico (critico teatrale dal 1917)[12];
- Orio Vergani;
- Antonio Baldini (corrispondente di guerra);
- Umberto Fracchia;
- Marino Lazzari;
- Cipriano Efisio Oppo (illustratore).